# Вийрма, Пирет
Пирет Вийрма (эст. Piret Viirma) (27 марта 1968, Пайде) — советская и эстонская шашистка. Участница чемпионатов Европы 2002 (16 место), 2004 (26 место), 2006 (16 место), 2008 (29 место), 2012 года (21 место), участница чемпионата мира 2013 года (16-е место в основной программе и 16-е в блице) по международным шашкам. С 1985 по 2013 год 19 раз выигрывала звание чемпионки Эстонии (17 раз в международные, и 2 раза — в русские шашки). Международный мастер.
Дочь Маргит — эстонская певица и шашистка.

## Титулы
Чемпионка Эстонии по международным шашкам 1998 года.